# To You All
To You All es el segundo álbum de estudio de la banda Suiza de Hard rock y Heavy metal, Krokus, editado en 1977 por Schnoutz.
A modo de promoción de este segundo disco aparece el primer videoclip del grupo, con la canción "Highway Song".
La banda sufrió cambios en su alineación para este álbum, con la incorporación de miembros del grupo Montezuma, transformándose Krokus aquí en un quinteto.
Por otra parte, este es el primer disco de la banda en el que aparece el logo, que usarían de aquí en adelante.
To You All, al igual que el LP debut, es otro ítem raro de hallar, no obstante fue reeditado en CD por la discográfica suiza Sound Service.

## Lista de canciones
Cara A
1. “Highway Song”
2. “To You All”
3. “Festival”
4. “Move It On”
5. “Mr. Greedy”

Cara B
1. “Lonesome Rider”
2. “Protection”
3. “Trying Hard”
4. “Don't Stop Playing”
5. “Take It, Don't Leave It”

## Personal
- Chris Von Rohr - Voz, teclados, percusión, batería, bajo
- Fernando Von Arb - Guitarra rítmica, bajo, teclados
- Tommy Keifer - Guitarra solista, voz
- Jürg Naegeli - Bajo, teclados
- Freddy Steady - Batería, percusión